# Conax
Conax är ett krypteringssystem för TV-sändningar. Systemet ägs och utvecklas av det norska Conax AS som i sin tur till största delen ägs av Telenor.
Conax används av flera stora TV-bolag, bland annat Canal Digital och Com Hem i Norden.